# The Walt Disney Company Limited
The Walt Disney Company Limited est la filiale de la Walt Disney Company au Royaume-Uni qui détient et gère les productions Disney pour le marché britannique. La société Disney a été créée aux États-Unis en 1923 par Walt Disney.
La société basée à Londres supervise aussi l'ensemble du marché européen ainsi que celui du Moyen-Orient et de l'Afrique sous le nom The Walt Disney Company EMEA.

## Historique

### Les années 1930: Installation
En 1930, Roy Disney délègue la gestion des licences à deux agents et nomme George Borgfeldt comme représentant pour les licences aux États-Unis et cinq mois plus tard William B. Levy comme représentant à Londres,.
En juillet 1933, la filiale Mickey Mouse Ltd est fondée à Londres pour le marché britannique et superviser l'ensemble des marchés européens.
Le magazine britannique Mickey Mouse Weekly est publié au Royaume-Uni à partir du 8 février 1936.

### Les années 1940: premiers studios
À la fin de l'année 1948, les fonds de la société Disney bloqués dans les pays étrangers, dont le Royaume-Uni, dépassent les 8,5 millions d'USD. Walt Disney décide de créer un studio en Grande-Bretagne, Walt Disney British Films Ltd. Le studio Disney est aidé par son distributeur RKO Pictures qui est dans une situation similaire.
En 1949, la société est gérée par deux hommes : Eddie Davis, gestionnaire des licences et des publications, équivalent britannique de Kay Kamen et de Cyril James, administrateur du reste, ce qui comprend les achats de droits pour les films comme ceux de L'Île au trésor (1950) et l'édition musicale pour le Royaume-Uni et la France.
La société Walt Disney Film Distributor Ltd est fondée le 8 mars 1954 marquant l'arrêt des productions britanniques. Elle est renommée Walt Disney Productions Ltd le 1er juillet 1957.

### Les années 1950 à 1980: dans l'ombre de la maison-mère
En 1979, Disney continue de produire des films au Royaume-Uni principalement aux Pinewood Studios mais par la branche américaine du studio, comme avec Un cosmonaute chez le roi Arthur.
Le 8 avril 1987, la société se rebaptise renommée The Walt Disney Company Ltd à la suite du renommage de la maison-mère américaine.

### Les années 1990
La première Disney Store en dehors des États-Unis ouvre à Londres le 1er novembre 1990 sur Regent Street.
En juin 1994, Walt Disney Holdings accorde un prêt d'un million de £ à GMTV. En 1995, Disney Holdings mentionne une participation de 20 % dans GMTV.

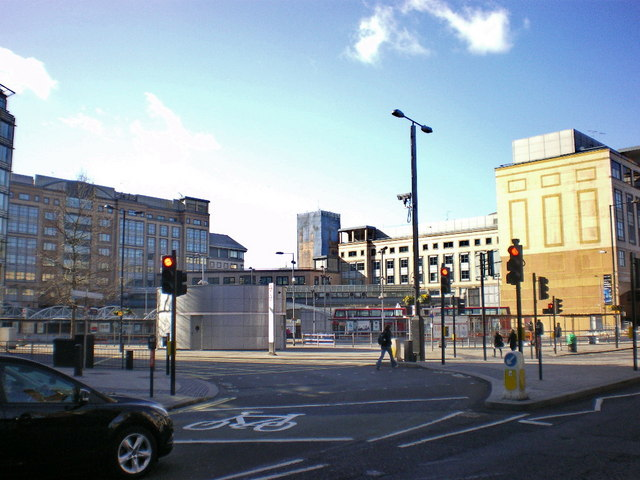
À gauche l'arrière du Hammersmith Centre West en partie détenu par Disney.

En janvier 1996, Disney achète l'ensemble de bureaux du Centre West à Hammersmith, pour 80 millions de £ à HypoVereinsbank,, qu'il occupe depuis 1983. En 1996, Walt Disney Holdings mentionne un investissement de 87,5 millions de £ dans Walt Disney Properties UK et 10,4 millions de £ pour Disney Real Estate Investments UK. La comédie musicale La Belle et la Bête débute le 13 mai 1997 au Dominion Theatre à Londres
Le 5 mars 1999, Disney a reçu une offre de location par Andersen Consulting pour 3 160 m2 de ses bureaux de Beaumont House au sein du Kensington Village, tandis que 2 320 m2 seront bientôt loués par une société de média, laissant encore 2 040 m2 libres. Disney prévoit de finir son déménagement pour Hammersmith début avril 1999 bien que son bail n'expire qu'en 2002. La version britannique de la comédie musicale La Belle et la Bête au Dominion Theatre à Londres s'achève le 11 décembre 1999.

### Les années 2000 et 2010: Stratégie européenne
Le 30 septembre 2001, Walt Disney Holdings monte à 25 % de GMTV.
Le 18 décembre 2003, The Walt Disney Company Limited achète 100 % de DCL Finance UK, une société de leasing et annonce investir 17 millions de £ en 2004.
En 2004, Disney déclare détenir 100 % de la société Broadway Shopping Centre, propriétaire du centre commercial situé à côté des locaux d'Hammersmith. Le 28 mars 2004, Disney transfère à The Walt Disney Company Limited certaines filiales : Buena Vista Home Entertainment Limited, Buena Vista International Limited, Walt Disney Productions Limited, Walt Disney Properties UK, Disney Real Estate Investments, Broadway Shopping Centre et Disney Theatrical Productions UK. Le 27 septembre 2004, ABC1 est lancée comme une chaîne de télévision britannique sur le bouquet numérique terrestre de Freeview, la chaîne est ensuite proposée sur des bouquets satellites et les réseaux câblés. Sa programmation était une sélection des émissions américaines du passé et du présent de 6 heures à 18 heures. Le 11 novembre 2004, Disney et Sony sont autorisés à créer la société de VOD MovieCo au Royaume-Uni. Le 29 novembre 2004, TWDC Limited achète 33 % de Filmflex Movies pour 1,05 million £. Le 15 décembre 2004, The Walt Disney Company Limited annonce avoir investi 6,235 millions de £ dans Mary Poppins à Londres au Prince Edward Theatre.
Le 26 avril 2005, TWDC achète Minds Eyes Holdings et Productions pour 464 000 £. Le 18 juin 2005, Disney et Sony lancent FilmFlex, un service de VOD au Royaume-Uni . Le 27 juin 2005, Buena Vista Media Tracking Europe devient Disney Mobile Limited. Le 7 octobre 2005, CineNova annonce l'arrêt de sa chaîne payante aux Pays-Bas en raison d'un nombre insuffisant d'abonnés, chaîne détenue à 90 % par la société britannique MovieCo, une coentreprise de Disney et Sony, et à 10 % par UPC qui avait stoppé la diffusion en mai.
Le 19 mars 2006, la chaîne Disney Cinemagic est lancée au Royaume-Uni et en Irlande.
Le 8 septembre 2007, Disney a décidé d'arrêter la chaîne ABC1 en octobre en raison d'une impossibilité pour la chaîne d'atteindre une part d'audience convenable. La chaîne a disparu le 26 septembre 2007.
Le 9 juin 2008, Disney et Jetix Europe signent un contrat effectif à partir du 1er juillet donnant les droits de distribution des chaînes de Jetix à Disney-ABC Television Group,.
Le 28 novembre 2009, ITV rachète pour 22 millions de £ les 25 % de GMTV détenus par la Walt Disney Company.

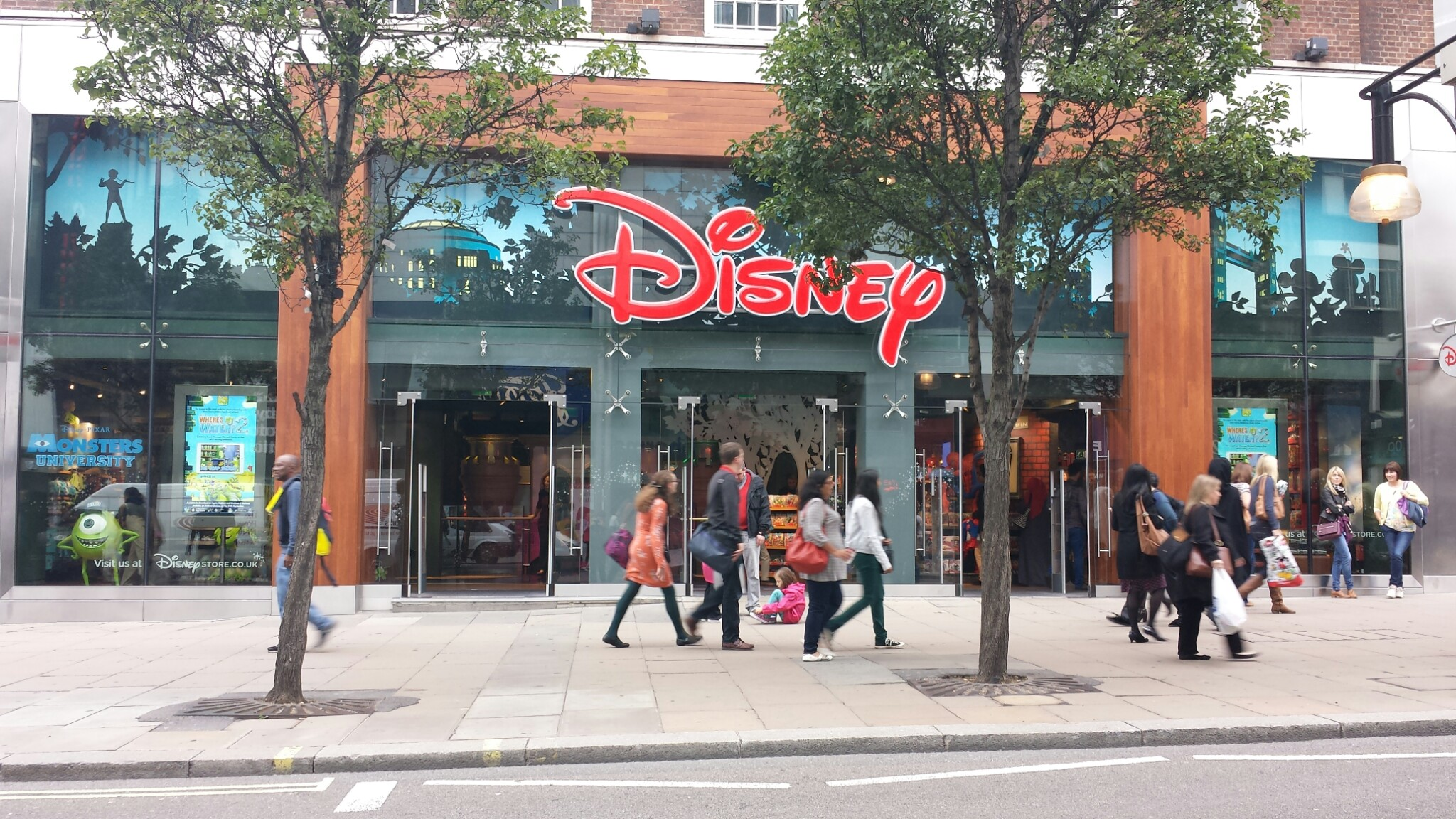
La Disney Store sur Oxford Street.

Le 27 janvier 2011, Disney annonce le renommage de Playhouse Disney UK en Disney Junior le 7 mai 2011. Le 25 mai 2011, Disney Store ouvre sa plus grande boutique européenne sur Oxford Street,
Le 11 avril 2013, Disney Junior UK passe en HD sur BSkyB.
Le 24 février 2014, Disney EMEA lance un défi aux agences de communication pour convaincre le Royaume-Uni de la contribution de Disney au monde britannique. Le 16 mars 2014, Disney Channel lance la production de la mini-série Evermoor, première tournée au Royaume-Uni et destinée au marché américain et international. Le 28 mai 2014, Disney et Sony vendent la société de VOD britannique FilmFlex fondée en 2005 à Vubiquity. Le 17 mai 2014, LFL Productions emménage dans les bureaux de The Walt Disney Company Limited au 3 Queen Caroline Street, Hammersmith à Londres. Le 20 juillet 2014, le Daily Express révèle que le gouvernement britannique a accordé 5,6 millions de £ à Disney en raison de la fiscalité révisée sur le cinéma pour le tournage de Avengers : L'Ère d'Ultron (2015). Le 21 août 2014, à la suite du changement de société de publicité en avril, Disney UK entame la recherche d'une entreprise de GRC pour le Royaume-Uni. Le 10 septembre 2014, Forbes annonce que les rénovations des Disney Store entamées au Royaume-Uni depuis 2010 et totalisant 480 millions d'USD d'investissements ont permis de générer un chiffre d'affaires de 761,6 millions d'USD sur quatre ans. Le 20 septembre 2014, le gouvernement britannique accorde une réduction d'impôts de 8 millions de £ aux studios Disney pour le tournage de Star Wars, épisode VII : Le Réveil de la Force au Royaume-Uni. Le 1er octobre 2014, The Guardian annonce que le studio Disney a reçu près de 170 millions de £ depuis 2007 en crédit d'impôts au Royaume-Uni.
Le 12 octobre 2015, Sky renouvelle son partenariat avec Disney pour sécuriser la sortie des prochains films des studios Disney-Marvel-Lucasfilm au Royaume-Uni sur son service Sky Movies au détriment de Netflix ou Amazon,,. Le 21 octobre 2015, Disney se prépare à lancer un service de location de contenus numériques à la demande au Royaume-Uni nommé DisneyLife dont des films, des séries télévisées, de la musique et des livres,,,,. Le 17 décembre 2015, Disney transforme la Colonne Nelson de Trafalgar Square à Londres en sabre laser pour la promotion de Star Wars, épisode VII : Le Réveil de la Force en payant 24 000 £,.
Le 15 juin 2016, la comédie musicale Disney's Aladdin: The New Stage Musical débute à Londres au Prince Edward Theatre. Le 27 septembre 2016, Disney's Aladdin: The New Stage Musical présentée à Londres est prolongée jusqu'en avril 2017. Le 13 octobre 2016, Foodles Productions, filiale de LFL Productions, branche britannique de Lucasfilm, est condamnée à payer 1,6 million de £ en raison de manquement aux règles de sécurité dans l'accident sur le tournage de Star Wars, épisode VII : Le Réveil de la Force durant lequel Harrison Ford s'est cassé une jambe. Le 24 octobre 2016, Disney United Kingdom signe un accord avec l'opérateur TalkTalk pour diffuser le contenu de Maker Studios sur son service de vidéo à la demande payant. Le 21 décembre 2016, Panasonic retransmet en direct sur la chaîne Sky Arts un spectacle spécial composé d'extraits des comédies musicales de Disney présenté depuis Octobre au Royal Albert Hall de Londres.
Le 17 janvier 2017, la société britannique de prêt-à-porter Alice Looking intente un procès contre Disney pour contrefaçon en raison du nom du film Alice de l'autre côté du miroir sorti en mai 2016 qui utiliserait la même marque qu'elle alors que l'oeuvre originale est dans le domaine public. Le 24 janvier 2017, Disney prolonge la comédie musicale Disney's Aladdin: The New Stage Musical présentée à Londres jusqu'en juillet 2017. Le 18 juillet 2017, Disney s'associe au club des Millwall Lionesses Ladies de la Coupe d'Angleterre féminine de football (FA Women's Cup) pour promouvoir le football féminin au Royaume-Uni. Le 19 août 2017, Walt Disney Studios signe un contrat pluriannuel de production avec les Pinewood Studios jusqu'en 2029 malgré les incertitudes liées au Brexit. Le 11 septembre 2017, Bonnier Publishing et Disney Publishing signent un contrat pour l'édition de titres basés sur les franchises Disney au Royaume-Uni à partir de l'automne 2017.
Le 17 avril 2018, en prévision des 90 ans de Mickey Mouse, Disney UK annonce une exposition-spectacle interactive nommée Sounds and Sorcery et basée sur Fantasia au The Vaults Theatre situé sous la gare de Waterloo su 3 juillet au 30 septembre 2018. Le 8 juin 2018, un rapport financier britannique indique que Disney a dépensé 254,6 millions d'USD au Royaume-Uni pour la production du film La Belle et la Bête (2017). Le 27 juin 2018, Disney UK et Public Health England lance un programme de sensibilisation au sport pour les enfants sur le thème de Star Wars. Le 29 novembre 2018, des décisions de justice du mois de novembre indiquent que les bureaux de la Walt Disney Company France ont été perquisitionnés le 5 octobre 2017 dans le cadre d'une enquête sur une possible dissimulation de revenus et donc de taxes impayées au travers d'une licence payée par Disneyland Paris à la société européenne Disney Limited basée au Royaume-Uni,. Le 16 décembre 2018, la sortie du film Le Retour de Mary Poppins entame une année de blockbusters au Royaume-Uni majoritairement produits par Walt Disney Studios.
Le 6 janvier 2019, en raison de la législation britannique et l’existence d'une filiale destinée à la production au Royaume-Uni, le budget de production du film Le Retour de Mary Poppins  a été rendu public, il est de 100 millions de £ en Angleterre. Le 18 février 2019, la banque HSBC est poursuivie en justice par 400 investisseurs demandant 150 millions de £ dans le cadre d'un montage de financement de films Disney qui profitait de réductions de taxe par le gouvernement britannique. Le 1er juin 2019, une filiale de Disney Royaume-Uni révèle un budget local de 100 millions £ pour la production d’Aladdin (2019) dont l'usage des Longcross Studios pour recréer la ville d'Agrabah. Le 8 septembre 2019, Walt Disney Studios signe un contrat de longue durée avec les Pinewood Studios pour l'usage exclusif du site jusqu'en 2029,,

## Thématique

### Studios de cinéma
La société Disney a par deux fois maintenu une présence au Royaume-Uni pour la production cinématographique, la première à partir de la fin des années 1940 puis à la fin des années 1950. Le studio utilise d'abord les locaux des Denham Film Studios dans le Buckinghamshire près de Londres. Mais dès 1952 le studio de Denham ferme ses portes, la dernière production tournée au studio est Robin des Bois et ses joyeux compagnons de Disney. De juin à septembre 1952, Walt Disney retourne en Grande-Bretagne pour la production de La Rose et l'Épée (1953).
La seconde présence était établie aux Pinewood Studios sous la direction de Hugh Attwooll mais dans le petit groupe d'employés aucun n'était sous contrat avec Disney alors que tous travaillaient presque exclusivement sur des projets Disney.
- Lucasfilm au travers de ses filiales LFL Productions et Foodles Productions
- Industrial Light & Magic possède un studio à Londres depuis 2014 au 84 Theobalds Road

### Comédies musicales
- Le Roi lion depuis le 24 septembre 1999 au Lyceum Theatre
- La Belle et la Bête au Dominion Theatre du 13 mai 1997 au  11 décembre 1999
- Mary Poppins
  - à L'Hippodrome de Bristol du  15 septembre 2004 au 6 novembre 2004
  - au Prince Edward Theatre à Londres du  15 décembre 2004 au 12 janvier 2008
- Disney's Aladdin: The New Stage Musical au Prince Edward Theatre à partir du 15 juin 2016

### Presse
- Mickey Mouse Annual (1931-2002 avec interruptions)
- Mickey Mouse Weekly (1936-1957)

### Télévision
- Sky Cinema Disney
- ESPN UK (2009-)
- DisneyLife, un service de vidéo à la demande

#### Chaînes disparues
- Playhouse Disney
- Toon Disney (2000-2006) remplacée par Disney Cinemagic
- Disney Cinemagic (2006-2013)
- ABC1 (2004-2007)
- Disney Channel (1995-2020)
- Disney Junior (7 mai 2011-2020)
- Disney XD (2009-2020)

### Disney Store
En plus de plusieurs boutiques dans tout le Royaume-Uni, le centre logistique européen est situé à Lutterworth, à 60 km à l'est de Birmingham.

### Autres intérêts
- 25 % de GMTV (1995-2009), une société de production télévisuelle spécialisée dans la tranche horaire matinale
- MovieCo (1999-2013), partenariat avec Sony Pictures Television et United Pan-Europe Communications ayant détenu la chaîne à péage néerlandais CineNova (2000-2005)